# Nučice (ort i Tjeckien, lat 50,02, long 14,23)
Nučice är en ort i Tjeckien.   Den ligger i regionen Mellersta Böhmen, i den centrala delen av landet, 16 km sydväst om huvudstaden Prag. Nučice ligger 347 meter över havet och antalet invånare är 938.
Terrängen runt Nučice är platt norrut, men söderut är den kuperad. Runt Nučice är det ganska tätbefolkat, med 192 invånare per kvadratkilometer. Närmaste större samhälle är Prag, 15,6 km nordost om Nučice. Trakten runt Nučice består till största delen av jordbruksmark.